# Franck Semou
Franck Semou (født 25. august 1992) er en professionel dansk fodboldspiller, der spiller for Svebølle B&I. Han spiller på den defensive midtbane, men kan også spille højreback. I sin første optræden fra start mod SønderjyskE 14. august 2011, blev han taget ud efter blot en halv times spil. Han kom til Brøndby IF fra naboerne Hvidovre IF.
Den 31. januar 2014 blev Semou udlejet til AB indtil til sommeren 2014.
Semou har spillet på flere af de danske ungdomslandshold, heriblandt foreløbig 11 kampe for U/19-landsholdet.